# Тура Бергер
Тура Бергер (норв. Tora Berger; нар. 18 березня 1981, Рінгеріке, Норвегія) — норвезька біатлоністка, дворазова олімпійська чемпіонка, восьмиразова чемпіонка світу та десятиразова призерка чемпіонатів світу. Володарка великого Кришталевого глобусу в сезоні 2012/2013 та п'яти малих кришталевих глобусів в заліку індивідуалок, спринтів, переслідувань, мас-стартів та естафет, також разом з представницями жіночої збірної Норвегії з біатлону виграла залік Кубка націй в сезоні 2012/2013 років. 
Тура Бергер з 7 років почала займатися лижними гонками, але потім перейшла в біатлон. У сезоні 1999/2000 років юна Тура виграла першу медаль чемпіонату Європи серед юніорів, а потім і першу медаль чемпіонату світу серед юніорів.
На чемпіонаті світу з біатлону 2013 року, що проходив у чеському Новому Месті-на-Мораві, Тура виграла медалі в усіх шести гонках: чотири золоті та дві срібні.

## Особисте життя
Молодша сестра норвезького лижника та біатлоніста Ларса Бергера.
19 червня 2010 року відбулося вінчання олімпійської чемпіонки Тури Бергер і Тронда Тевдаля, з яким вони знайомі понад 10 років. Урочиста церемонія пройшла в церкві Леші.

## Кубок світу
- 2002/03 — 68-е місце (1 очко)
- 2004/05 — 17-е місце (389 очок)
- 2005/06 — 22-е місце (253 очки)
- 2006/07 — 14-е місце (450 очок)
- 2007/08 — 7-е місце (664 очки)
- 2008/09 — -е місце (894 очки)
- 2009/10 — 12-е місце (564 очки)
- 2010/11 — 4-е місце (963 очки)
- 2011/12 — -е місце (1054 очки)
- 2012/13 — -е місце (1234 очки)
- 2013/14 — -е місце (856 очок)